# Umberto Marcato
Umberto Marcato (Padova, 5 gennaio 1930 – Padova, 22 agosto 2024) è stato un cantante italiano.

## Biografia
Iniziò ad esibirsi come cantante in varie orchestre della sua regione, affermandosi come cantante melodico; per alcuni anni la sua popolarità rimase legata a un contesto locale, ma alla fine degli anni '50 riuscì ad affermarsi, soprattutto dal vivo, sia a livello nazionale che all'estero (all'inizio in spettacoli per gli italiani emigrati), incidendo i primi dischi, con un buon riscontro in Sudamerica.
Particolare successo riscosse nel 1964 nei paesi del nord Europa un suo duetto con la cantante svedese Siw Malmkvist, con cui incise Sole sole sole (titolo originale Sole sole), canzone presentata al Festival di Sanremo 1964 da Laura Villa; sul retro i due cantanti interpretarono Sabato sera di Bruno Filippini.
Negli anni '70 continuò ad incidere brani originali (tra cui alcune canzoni in lingua veneta variante centrale dedicate alla sua regione, fra cui Ma quando torno a Padova divenne particolarmente nota) e successi di altri cantanti.
Negli anni '80 ottenne un contratto con la Gala Records, etichetta distribuita dalla Ricordi, per cui incise alcuni album; nel 1984 pubblicò un'antologia di canzoni natalizie realizzate con Cristina Paltrinieri, e l'anno successivo Romantico italiano, il primo disco di canzoni originali che riscosse un discreto successo di vendita.
Nel 1986 pubblicò l'album intitolato 20 successi italiani, nel quale raccolse alcune sue interpretazioni di classici della canzone italiana come Parlami d'amore Mariù, Arrivederci Roma e Nel blu dipinto di blu.
Passò poi alla Dischi Ricordi e nel 1990 alla Columbia, per la quale incise altri dischi sempre nello stesso filone, riproponendo spesso interpretazioni di successi melodici della tradizione italiana e alcuni nuovi brani.
Incise inoltre molti album e singoli pubblicati all'estero.
Nel 2000 il gruppo padovano dei Mannaz incise una versione punk della sua Ma quando torno a Padova.

## Discografia parziale

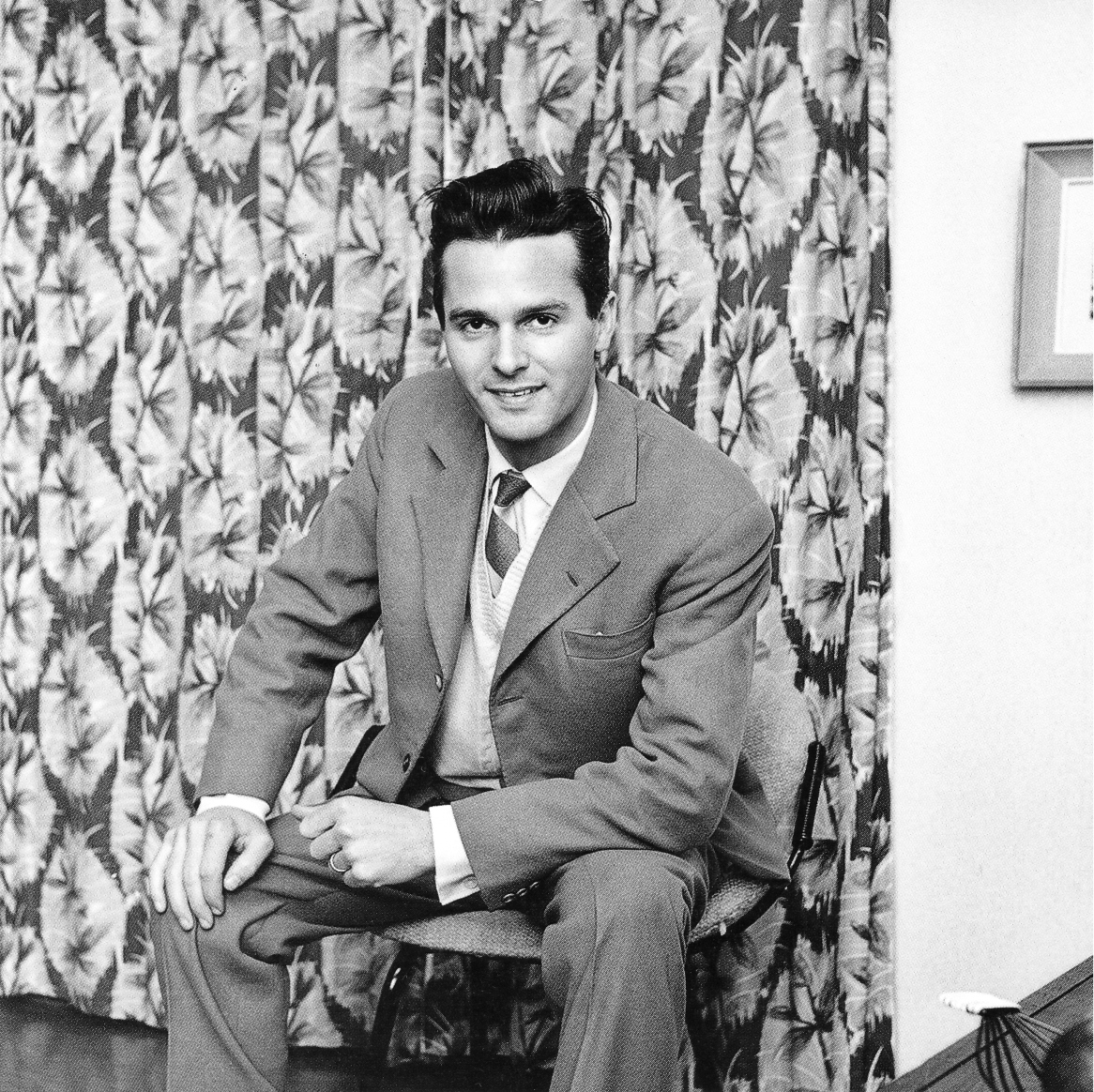
1959.

### Album
- 1976: Ma quando torno a Padova (UMRecords, MRLP 102)
- 1977: A Venezia (UMRecords, MRLP 103)
- 1978: Doman ze festa (UMRecords, MRLP 106)
- 1983: Canzoni d'amore (Gala Records)
- 1984: Canta Natale (Gala Records-Dischi Ricordi - Orizzonte, ORL 8736; con Cristina Paltrinieri)
- 1985: Romantico italiano (Gala Records, GLLP 91004)
- 1986: 20 successi italiani (Gala Records, GLLP 8001)
- 1987: Quanti momenti (Dischi Ricordi, SMRL 6373)
- 1989: Rose (Dischi Ricordi, SMRL 6407)
- 1990: Saluti da Italia (K-tel, SI-7160; SI-8160)
- 1992: I miei successi (Columbia 472784; reincisioni di canzoni del precedente repertorio con alcuni inediti)
- 1995: Cominciamo ad amarci (Columbia)
- 1999: Le più belle canzoni vol. 1 (Gala Records; raccolta dei brani incisi nella prima metà degli anni '80)
- 2005: Canzoni popolari venete (2005 Duck Records)
- 2007: Songs for the mood forever (2007 UNIVERSAL n.06025)

### Album pubblicati all'estero
- 1962: Romantica! (Kapp, 3200; pubblicato negli Stati Uniti)
- 1998: 20 suosikkia / Restera (Liljankukka) (Fazer Records, Finland)

### EP pubblicati all'estero
- 1961: Volare/Casetta in Canadà/Autumn concerto/Lazzarella (Kapp, KE 3008; pubblicato in Messico; inciso come Umberto Marcato and The Casamatta Orchestra)
- 1964: För sent skall syndaren vakna/John Henrik Malmkvist/Solsken, solsken/Jag längtar till på lördag (Metronome MEP 9115; in coppia con Siw Malmkvist, pubblicato in Svezia; Umberto Marcato cantò insieme alla Malmkvist la terza e la quarta canzone, le prime due vennero cantate dalla sola Malmkvist; Sole sole divenne nella versione in svedese Solsken, solsken)

### Singoli pubblicati all'estero
- 1961: Autumn concerto/Volare (Kapp, K 228 pubblicato negli Stati Uniti; con il Kai Nielsens Sextet)
- 1962: Romantica/Tintarella di luna (Karussell Records KFF 324; pubblicato in Germania
- 1964: Sole sole sole/Sabato sera (Jubilee 5479; in coppia con Siw Malmkvist, pubblicato negli Stati Uniti)
- 1964: Sole sole sole/Aber am Samstag (Metronome M 391; in coppia con Siw Malmkvist, pubblicato in Germania; Aber am Samstag è la versione in tedesco di Sabato sera).